# Studeriotes debilis
Studeriotes debilis är en korallart som beskrevs av Thomson och Dean 1931. Studeriotes debilis ingår i släktet Studeriotes och familjen Paralcyoniidae. Inga underarter finns listade i Catalogue of Life.